# Sandbeek
Die Sandbeek ist ein rechter Nebenbach der Kalten Bode im sachsen-anhaltischen Landkreis Harz im Harz.
Sie entspringt dicht östlich des Grenzwegs zwischen Niedersachsen und Sachsen-Anhalt, fließt am Fuß der Sandbrinkklippe nach Südosten und Osten und mündet dann in die Kalte Bode.